# ISO 3166-2:FM
Kódy ISO 3166-2 pro Federativní státy Mikronésie identifikují 4 státy (stav v roce 2015). První část (FM) je mezinárodní kód pro Mikronésii, druhá část sestává ze tří písmen identifikujících stát.

## Seznam kódů
```
FM-KSA Kosrae (Lelu)
FM-PNI Pohnpei (Palikir)
FM-TRK Chuuk (Moen)
FM-YAP Yap (Colonia)
```